# Karen Carpenter
Karen Anne Carpenter (New Haven, 2 marzo 1950 – Downey, 4 febbraio 1983) è stata una cantante e batterista statunitense.
È stata membro, nonché cantante, del duo The Carpenters, assieme al fratello Richard. Possedeva una voce di tre ottave da contralto ed è spesso considerata una delle più grandi voci femminili della storia.

## Biografia
Nata in Connecticut, ha iniziato a suonare e cantare negli anni '60 e, nei primi anni di attività artistica, dal 1965 al 1968 circa, fondò un trio chiamato The Richard Carpenter Trio, insieme a Wes Jacobs e a suo fratello Richard.
Proprio insieme a suo fratello, durante gli anni '70, formò il duo The Carpenters. Durante le scuole superiori iniziò lo studio della batteria: tuttavia, con il consolidarsi del suo ruolo da frontwoman, ridusse l'uso della batteria nelle esibizioni.

### La malattia e la morte

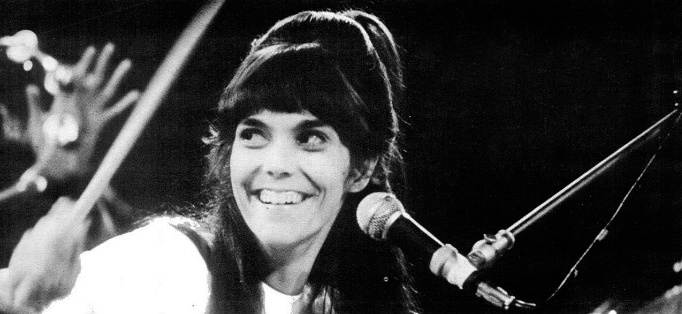
Karen alla batteria in concerto

Karen soffriva di anoressia nervosa e, dopo aver vissuto sette anni con tale stato patologico, morì il 4 febbraio 1983 per complicazioni cardiache.
La cantante, sin dalle scuole superiori, si mise a dieta e in alcune foto del 1973 la si vede appesantita. Alta 1,63 m, pesava 66kg e decise di praticare la dieta Stillman, con cui raggiunse velocemente i 54 kg per poi passare nel settembre 1975 a 41kg, apparendo molto magra al pubblico dei concerti. Questo le provocò gravi scompensi ormonali al punto da essere costretta nel settembre 1982 a subire la nutrizione parenterale.
Il trattamento le fece riprendere 14 kg, permettendole di raggiungere il peso di 49 kg, ma la rapidità con cui venne eseguito le causò problemi cardiaci.
Il 4 febbraio 1983 ebbe un collasso cardiaco che la portò alla morte. I paramedici accorsi misurarono un battito cardiaco ogni 10 secondi. L'autopsia rivelò una glicemia di 1110 mg/dl (superiore alle 10 volte il tollerabile) e un'overdose di farmaci.

## Vita privata
È stata sposata con Thomas James Burris dal 1980 al 1983.

## Riconoscimenti
- Young Hollywood Hall of Fame (1970's)

## Discografia

### Solista
- 1996 - Karen Carpenter